# Siumut Amerdlok Kunuk
Pour les articles homonymes, voir SAK.

Logo du Siumut Amerdlok Kunuk

Siumut Amerdlok Kunuk (SAK) est un club de football et de handball groenlandais basé à Sisimiut.

## Palmarès

### Football
- Championnat :
  - Champion : 1974
  - second : 1973, 1979, 1980
  - troisième : 1981, 1995, 2000
- Championnat féminin :
  - Néant

### Handball
- Championnat :
  - 1992, 1993